# Zuid-Amerikaans kampioenschap voetbal onder 17 - 2015
Het Zuid-Amerikaans kampioenschap voetbal onder 17 van  was de 16e editie van het Zuid-Amerikaans kampioenschap voetbal onder 17, een toernooi voor nationale ploegen van landen uit Zuid-Amerika. De spelers die deelnemen zijn onder de 17 jaar. Er namen 10 landen deel aan dit toernooi dat van 4 maart tot en met 29 maart in Paraguay werd gespeeld. Brazilië werd winnaar van het toernooi.
Dit toernooi dient tevens als kwalificatietoernooi voor het wereldkampioenschap voetbal onder 17 van 2015, dat van 17 oktober tot en met 8 november in Chili wordt gespeeld. De vier beste landen van dit toernooi plaatsen zich, dat zijn Brazilië, Argentinië, Ecuador en Paraguay. Chili doet ook, omdat het land gastland is.

## Stadions
| Asunción                                    | Capiatá                                              | Luque                                        |
| ------------------------------------------- | ---------------------------------------------------- | -------------------------------------------- |
| Estadio Dr. Nicolás Léoz Capaciteit: 10.000 | Estadio Lic. Erico Galeano Segovia Capaciteit: 8.000 | Estadio Feliciano Cáceres Capaciteit: 24.000 |
|                                             |                                                      | · Capiatá Asunción Luque                     |

## Groepsfase

### Groep A
| Pos. | Land      | GW | W | G | V | DV | DT | +/− | Ptn. |
| ---- | --------- | -- | - | - | - | -- | -- | --- | ---- |
| 1    | Paraguay  | 4  | 2 | 2 | 0 | 8  | 5  | +3  | 8    |
| 2    | Brazilië  | 4  | 2 | 1 | 1 | 10 | 7  | +3  | 7    |
| 3    | Colombia  | 4  | 1 | 2 | 1 | 8  | 7  | +1  | 5    |
| 4    | Venezuela | 4  | 1 | 2 | 1 | 8  | 8  | 0   | 5    |
| 5    | Peru      | 4  | 0 | 1 | 3 | 4  | 11 | –7  | 1    |

|                    |                               |     |                       |                                                                        |
| 4 maart 2015 18:30 | Paraguay                      | 3–2 | Venezuela             | Estadio Dr. Nicolás Léoz, Asuncion Scheidsrechter: Roberto Tobar (CHI) |
| 4 maart 2015 18:30 | Díaz 24' S. Ferreira 42', 51' |     | Chacón 76' Yendis 83' | Estadio Dr. Nicolás Léoz, Asuncion Scheidsrechter: Roberto Tobar (CHI) |

|                    |                                       |     |                                |                                                                         |
| 5 maart 2015 20:10 | Brazilië                              | 3–2 | Colombia                       | Estadio Feliciano Cáceres, Luque Scheidsrechter: Jonhatan Fuentes (URU) |
| 5 maart 2015 20:10 | Leandrinho 50' Evander 65' Andrey 73' |     | Bolaños 45+1' (pen.) Ariza 74' | Estadio Feliciano Cáceres, Luque Scheidsrechter: Jonhatan Fuentes (URU) |

|                    |                         |     |                  |                                                                               |
| 7 maart 2015 18:00 | Venezuela               | 2–2 | Peru             | Estadio Lic. Erico Galeano Segovia, Capiatá Scheidsrechter: Gery Vargas (BOL) |
| 7 maart 2015 18:00 | Farisato 14' Chacón 54' |     | Iberico 59', 60' | Estadio Lic. Erico Galeano Segovia, Capiatá Scheidsrechter: Gery Vargas (BOL) |

|                    |                    |     |                           |                                                                                      |
| 7 maart 2015 20:10 | Paraguay           | 2–2 | Brazilië                  | Estadio Lic. Erico Galeano Segovia, Capiatá Scheidsrechter: Fernando Rapallini (ARG) |
| 7 maart 2015 20:10 | Díaz 68' Morel 80' |     | Leandrinho 32' Kléber 53' | Estadio Lic. Erico Galeano Segovia, Capiatá Scheidsrechter: Fernando Rapallini (ARG) |

|                    |                                                              |     |                         |                                                                                 |
| 9 maart 2015 18:00 | Colombia                                                     | 4–2 | Peru                    | Estadio Lic. Erico Galeano Segovia, Capiatá Scheidsrechter: Roberto Tobar (CHI) |
| 9 maart 2015 18:00 | Bolaños 10' Valdeblánquez 35' D. Pérez 47' (pen.) Cuesta 50' |     | Iberico 40' (pen.), 69' | Estadio Lic. Erico Galeano Segovia, Capiatá Scheidsrechter: Roberto Tobar (CHI) |

|                    |                           |     |                                                    |                                                                               |
| 9 maart 2015 20:10 | Brazilië                  | 2–3 | Venezuela                                          | Estadio Lic. Erico Galeano Segovia, Capiatá Scheidsrechter: Carlos Orbe (ECU) |
| 9 maart 2015 20:10 | Lincoln 16' Adryelson 23' |     | Herrera 53' (pen.) Chacón 75' Zé Marcos 82' (e.d.) | Estadio Lic. Erico Galeano Segovia, Capiatá Scheidsrechter: Carlos Orbe (ECU) |

|                     |             |     |                    |                                                                             |
| 11 maart 2015 18:00 | Venezuela   | 1–1 | Colombia           | Estadio Dr. Nicolás Léoz, Asuncion Scheidsrechter: Fernando Rapallini (ARG) |
| 11 maart 2015 18:00 | Herrera 56' |     | D. Pérez 6' (pen.) | Estadio Dr. Nicolás Léoz, Asuncion Scheidsrechter: Fernando Rapallini (ARG) |

|                     |                                 |     |      |                                                                           |
| 11 maart 2015 20:10 | Paraguay                        | 2–0 | Peru | Estadio Dr. Nicolás Léoz, Asuncion Scheidsrechter: Jonhatan Fuentes (URU) |
| 11 maart 2015 20:10 | R. Ferreira 20' S. Ferreira 81' |     |      | Estadio Dr. Nicolás Léoz, Asuncion Scheidsrechter: Jonhatan Fuentes (URU) |

|                     |                          |     |      |                                                                    |
| 13 maart 2015 18:00 | Brazilië                 | 3–0 | Peru | Estadio Feliciano Cáceres, Luque Scheidsrechter: Gery Vargas (BOL) |
| 13 maart 2015 18:00 | Leandrinho 59', 63', 82' |     |      | Estadio Feliciano Cáceres, Luque Scheidsrechter: Gery Vargas (BOL) |

|                     |             |     |                  |                                                                    |
| 13 maart 2015 20:10 | Paraguay    | 1–1 | Colombia         | Estadio Feliciano Cáceres, Luque Scheidsrechter: Carlos Orbe (ECU) |
| 13 maart 2015 20:10 | Valiente 9' |     | Ariza 58' (pen.) | Estadio Feliciano Cáceres, Luque Scheidsrechter: Carlos Orbe (ECU) |

### Groep B
| Pos. | Land       | GW | W | G | V | DV | DT | +/− | Ptn. |
| ---- | ---------- | -- | - | - | - | -- | -- | --- | ---- |
| 1    | Uruguay    | 4  | 4 | 0 | 0 | 11 | 3  | +8  | 12   |
| 2    | Ecuador    | 4  | 3 | 0 | 1 | 10 | 3  | +7  | 9    |
| 3    | Argentinië | 4  | 2 | 0 | 2 | 7  | 5  | +2  | 6    |
| 4    | Bolivia    | 4  | 1 | 0 | 3 | 5  | 14 | –9  | 3    |
| 5    | Chili      | 4  | 0 | 0 | 4 | 4  | 12 | –8  | 0    |

|                    |               |     |                       |                                                                              |
| 6 maart 2015 18:00 | Argentinië    | 1–2 | Ecuador               | Estadio Dr. Nicolás Léoz, Asuncion Scheidsrechter: Mario Díaz de Vivar (PAR) |
| 6 maart 2015 18:00 | Berterame 89' |     | Pereira 21' Naula 88' | Estadio Dr. Nicolás Léoz, Asuncion Scheidsrechter: Mario Díaz de Vivar (PAR) |

|                    |                                              |     |             |                                                                       |
| 6 maart 2015 20:10 | Uruguay                                      | 4–1 | Bolivia     | Estadio Dr. Nicolás Léoz, Asuncion Scheidsrechter: Luis Sánchez (COL) |
| 6 maart 2015 20:10 | Ergas 38' Valverde 48' N. Rodríguez 71', 84' |     | H. Vaca 56' | Estadio Dr. Nicolás Léoz, Asuncion Scheidsrechter: Luis Sánchez (COL) |

|                    |                         |     |              |                                                                       |
| 8 maart 2015 18:00 | Uruguay                 | 2–1 | Argentinië   | Estadio Feliciano Cáceres, Luque Scheidsrechter: Wilton Sampaio (BRA) |
| 8 maart 2015 18:00 | Valverde 4', 76' (pen.) |     | Conechny 64' | Estadio Feliciano Cáceres, Luque Scheidsrechter: Wilton Sampaio (BRA) |

|                    |                                     |     |                  |                                                                         |
| 8 maart 2015 20:10 | Bolivia                             | 3–2 | Chili            | Estadio Feliciano Cáceres, Luque Scheidsrechter: Jesús Valenzuela (VEN) |
| 8 maart 2015 20:10 | Iriondo 25' Miranda 48' H. Vaca 63' |     | Mazuela 15', 90' | Estadio Feliciano Cáceres, Luque Scheidsrechter: Jesús Valenzuela (VEN) |

|                     |                                            |     |             |                                                                          |
| 10 maart 2015 18:00 | Argentinië                                 | 4–1 | Bolivia     | Estadio Feliciano Cáceres, Luque Scheidsrechter: Miguel Santiváñez (PER) |
| 10 maart 2015 18:00 | Conechny 31' Ruiz 45+1', 90+2' Coyette 63' |     | Miranda 19' | Estadio Feliciano Cáceres, Luque Scheidsrechter: Miguel Santiváñez (PER) |

|                     |                                           |     |             |                                                                     |
| 10 maart 2015 20:10 | Ecuador                                   | 4–1 | Chili       | Estadio Feliciano Cáceres, Luque Scheidsrechter: Luis Sánchez (COL) |
| 10 maart 2015 20:10 | Corozo 28' Estupiñán 72' Naula 88', 90+2' |     | Salazar 33' | Estadio Feliciano Cáceres, Luque Scheidsrechter: Luis Sánchez (COL) |

|                     |         |                                                |         |                                                                                    |
| 12 maart 2015 18:00 | Bolivia | 0–4                                            | Ecuador | Estadio Lic. Erico Galeano Segovia, Capiatá Scheidsrechter: Jesús Valenzuela (VEN) |
| 12 maart 2015 18:00 |         | Corozo 1' Tello 10' Jaramillo 25' Casquete 33' |         | Estadio Lic. Erico Galeano Segovia, Capiatá Scheidsrechter: Jesús Valenzuela (VEN) |

|                     |                                                |     |                     |                                                                                  |
| 12 maart 2015 20:10 | Uruguay                                        | 4–1 | Chili               | Estadio Lic. Erico Galeano Segovia, Capiatá Scheidsrechter: Wilton Sampaio (BRA) |
| 12 maart 2015 20:10 | Rossi 1', 88' Valverde 17' Schiappacasse 90+3' |     | Provoste 77' (pen.) | Estadio Lic. Erico Galeano Segovia, Capiatá Scheidsrechter: Wilton Sampaio (BRA) |

|                     |              |     |       |                                                                                     |
| 14 maart 2015 18:00 | Argentinië   | 1–0 | Chili | Estadio Lic. Erico Galeano Segovia, Capiatá Scheidsrechter: Miguel Santiváñez (PER) |
| 14 maart 2015 18:00 | Conechny 28' |     |       | Estadio Lic. Erico Galeano Segovia, Capiatá Scheidsrechter: Miguel Santiváñez (PER) |

|                     |              |     |         |                                                                                       |
| 14 maart 2015 20:10 | Uruguay      | 1–0 | Ecuador | Estadio Lic. Erico Galeano Segovia, Capiatá Scheidsrechter: Mario Díaz de Vivar (PAR) |
| 14 maart 2015 20:10 | Saracchi 80' |     |         | Estadio Lic. Erico Galeano Segovia, Capiatá Scheidsrechter: Mario Díaz de Vivar (PAR) |

## Finaleronde
| Pos. | Land       | GW | W | G | V | DV | DT | +/− | Ptn. |
| ---- | ---------- | -- | - | - | - | -- | -- | --- | ---- |
| 1    | Brazilië   | 5  | 3 | 0 | 2 | 8  | 7  | +1  | 9    |
| 2    | Argentinië | 5  | 2 | 2 | 1 | 7  | 4  | +3  | 8    |
| 3    | Ecuador    | 5  | 2 | 2 | 1 | 6  | 5  | +1  | 8    |
| 4    | Paraguay   | 5  | 2 | 1 | 2 | 11 | 10 | +1  | 7    |
| 5    | Uruguay    | 5  | 2 | 0 | 3 | 6  | 7  | –1  | 6    |
| 6    | Colombia   | 5  | 1 | 1 | 3 | 3  | 8  | –5  | 4    |

Chili kwalificeert zich ook, omdat het land gastland van dat toernooi is.
|                     |          |               |            |                                                                      |
| 17 maart 2015 17:50 | Brazilië | 0–1           | Argentinië | Estadio Feliciano Cáceres, Luque Scheidsrechter: Roberto Tobar (CHI) |
| 17 maart 2015 17:50 |          | Berterame 34' |            | Estadio Feliciano Cáceres, Luque Scheidsrechter: Roberto Tobar (CHI) |

|                     |                                                            |     |          |                                                                       |
| 17 maart 2015 20:00 | Paraguay                                                   | 4–0 | Colombia | Estadio Feliciano Cáceres, Luque Scheidsrechter: Wilton Sampaio (BRA) |
| 17 maart 2015 20:00 | R. Ferreira 37', 81' Valdeblánquez 60' (e.d.) Valiente 72' |     |          | Estadio Feliciano Cáceres, Luque Scheidsrechter: Wilton Sampaio (BRA) |

|                     |         |             |         |                                                                           |
| 17 maart 2015 22:10 | Uruguay | 0–1         | Ecuador | Estadio Feliciano Cáceres, Luque Scheidsrechter: Fernando Rapallini (ARG) |
| 17 maart 2015 22:10 |         | Pereira 36' |         | Estadio Feliciano Cáceres, Luque Scheidsrechter: Fernando Rapallini (ARG) |

|                     |                           |     |           |                                                                      |
| 20 maart 2015 17:50 | Brazilië                  | 2–1 | Ecuador   | Estadio Dr. Nicolás Léoz, Asuncion Scheidsrechter: Gery Vargas (BOL) |
| 20 maart 2015 17:50 | Leandrinho 5' Lincoln 33' |     | Tello 65' | Estadio Dr. Nicolás Léoz, Asuncion Scheidsrechter: Gery Vargas (BOL) |

|                     |                 |     |                                           |                                                                           |
| 20 maart 2015 20:00 | Paraguay        | 1–4 | Argentinië                                | Estadio Dr. Nicolás Léoz, Asuncion Scheidsrechter: Jonhatan Fuentes (URU) |
| 20 maart 2015 20:00 | S. Ferreira 78' |     | Conechny 3', 90' Berterame 32' Chicco 80' | Estadio Dr. Nicolás Léoz, Asuncion Scheidsrechter: Jonhatan Fuentes (URU) |

|                     |           |     |          |                                                                            |
| 20 maart 2015 22:10 | Uruguay   | 1–0 | Colombia | Estadio Dr. Nicolás Léoz, Asuncion Scheidsrechter: Miguel Santiváñez (PER) |
| 20 maart 2015 22:10 | Rossi 68' |     |          | Estadio Dr. Nicolás Léoz, Asuncion Scheidsrechter: Miguel Santiváñez (PER) |

|                     |               |     |             |                                                                                       |
| 23 maart 2015 16:50 | Colombia      | 1–1 | Argentinië  | Estadio Lic. Erico Galeano Segovia, Capiatá Scheidsrechter: Mario Díaz de Vivar (PAR) |
| 23 maart 2015 16:50 | Carrascal 24' |     | Roskopf 49' | Estadio Lic. Erico Galeano Segovia, Capiatá Scheidsrechter: Mario Díaz de Vivar (PAR) |

|                     |                    |     |                 |                                                                                    |
| 23 maart 2015 19:00 | Paraguay           | 2–2 | Ecuador         | Estadio Lic. Erico Galeano Segovia, Capiatá Scheidsrechter: Jesús Valenzuela (VEN) |
| 23 maart 2015 19:00 | Rodas 51' Díaz 62' |     | Casquete 1', 9' | Estadio Lic. Erico Galeano Segovia, Capiatá Scheidsrechter: Jesús Valenzuela (VEN) |

|                     |                          |     |                            |                                                                                |
| 23 maart 2015 21:10 | Uruguay                  | 2–3 | Brazilië                   | Estadio Lic. Erico Galeano Segovia, Capiatá Scheidsrechter: Luis Sánchez (COL) |
| 23 maart 2015 21:10 | Valverde 61', 75' (pen.) |     | Evander 14', 82' Ramón 68' | Estadio Lic. Erico Galeano Segovia, Capiatá Scheidsrechter: Luis Sánchez (COL) |

|                     |           |     |                        |                                                                             |
| 26 maart 2015 16:50 | Colombia  | 1–2 | Ecuador                | Estadio Dr. Nicolás Léoz, Asuncion Scheidsrechter: Fernando Rapallini (ARG) |
| 26 maart 2015 16:50 | Cetré 52' |     | Pereira 40' Corozo 53' | Estadio Dr. Nicolás Léoz, Asuncion Scheidsrechter: Fernando Rapallini (ARG) |

|                     |                             |     |                                |                                                                            |
| 26 maart 2015 19:00 | Paraguay                    | 2–3 | Brazilië                       | Estadio Dr. Nicolás Léoz, Asuncion Scheidsrechter: Miguel Santiváñez (PER) |
| 26 maart 2015 19:00 | Aranda 7' Caíque 67' (e.d.) |     | Andrey 38' Leandrinho 42', 77' | Estadio Dr. Nicolás Léoz, Asuncion Scheidsrechter: Miguel Santiváñez (PER) |

|                     |                              |     |              |                                                                        |
| 26 maart 2015 21:10 | Uruguay                      | 2–1 | Argentinië   | Estadio Dr. Nicolás Léoz, Asuncion Scheidsrechter: Roberto Tobar (CHI) |
| 26 maart 2015 21:10 | Mederos 21' R. Fernández 42' |     | Palacios 74' | Estadio Dr. Nicolás Léoz, Asuncion Scheidsrechter: Roberto Tobar (CHI) |

|                     |         |     |            |                                                                    |
| 29 maart 2015 16:50 | Ecuador | 0–0 | Argentinië | Estadio Feliciano Cáceres, Luque Scheidsrechter: Gery Vargas (BOL) |
| 29 maart 2015 16:50 |         |     |            | Estadio Feliciano Cáceres, Luque Scheidsrechter: Gery Vargas (BOL) |

|                     |                             |     |              |                                                                       |
| 29 maart 2015 19:00 | Paraguay                    | 2–1 | Uruguay      | Estadio Feliciano Cáceres, Luque Scheidsrechter: Wilton Sampaio (BRA) |
| 29 maart 2015 19:00 | Paredes 31' S. Ferreira 75' |     | Valverde 53' | Estadio Feliciano Cáceres, Luque Scheidsrechter: Wilton Sampaio (BRA) |

|                     |          |           |          |                                                                            |
| 29 maart 2015 21:10 | Brazilië | 0–1       | Colombia | Estadio Feliciano Cáceres, Luque Scheidsrechter: Mario Díaz de Vivar (PAR) |
| 29 maart 2015 21:10 |          | Cetré 58' |          | Estadio Feliciano Cáceres, Luque Scheidsrechter: Mario Díaz de Vivar (PAR) |